# Juarbergen
Juarbergen este o arie protejată (arie specială de conservare — SAC, sit de importanță comunitară — SCI) din Suedia întinsă pe o suprafață de 10,8 ha, integral pe uscat.

## Localizare
Centrul sitului Juarbergen este situat la coordonatele 58°52′35″N 14°29′40″E / 58.8764°N 14.4945°E.

## Înființare
Situl Juarbergen a fost declarat sit de importanță comunitară în ianuarie 1998 pentru a proteja un număr necunoscut de specii din flora spontană și fauna sălbatică aflate în arealul zonei. Situl a fost protejat și ca arie specială de conservare în martie 2011.

## Biodiversitate
Situată în ecoregiunea boreală, aria protejată conține 1 habitat natural: Taiga vestică.
La baza desemnării sitului se află un număr nedeclarat de specii protejate.